# John Sheppard
John Sheppard a német-kanadai-amerikai Csillagkapu és Csillagkapu: Atlantisz című sci-fi sorozatok szereplője. A sorozatokban katonai csapatok fedezik fel a galaxist egy idegen technológia segítségével, a csillagkapu-hálózaton keresztül. A Joe Flanigan által alakított karakter főszereplője a Csillagkapu: Atlantisznak. Sheppard főszerepet kap az előkészületi fázisban lévő, várhatóan 2010-ben csak DVD-re megjelenő Csillagkapu: Atlantisz filmben. A szerepét Joe Flanigan játssza el, és ő egy azon két szereplő közül, akik a sorozat összes részében megjelennek (a másik David Hewlett, aki Rodney McKayt alakítja.)

## Szerepe a Csillagkapuban
John Sheppard egy tapasztalt és tehetséges tiszt és jó pilóta az Amerikai Egyesült Államok Légierejénél, de egy afganisztáni bevetésén megtagadta a parancsát, annak érdekében, hogy megmentse számos bajtársát. Ez a próbálkozása sikertelen lett, és emellett büntetésül az Antarktiszra száműzték. Itt tudta meg, hogy rendelkezik egy bizonyos "ATA" génnel, ami az Ősök technológiájának aktiválásához szükséges, emiatt végül csatlakozott az Atlantisz Expedícióhoz. Amikor csatlakozott, Sumner ezredes volt a katonai vezető. Őt elfogták a lidércek, és Sheppard őrnagy lelőtte, hogy halála gyorsabb legyen, mint ha kiszívnák belőle az összes életerőt. Ez sokszor szóba kerül később a sorozatban, általában magasabb rangú tisztek emlegetik, akik amúgy sem kedvelik Johnt az afganisztáni parancs megtagadása miatt.
Az atlantiszi egyes felderítőcsapat vezetőjévé válik, társai lesznek Rodney McKay, Teyla Emmagan és előbb Aidan Ford, majd Ronon Dex, aki Ford helyébe lép, miután az "bedrogozva" a lidérc enzimtől elszökik Atlantiszról.